# Buzz Calkins
Bradley "Buzz" Calkins, född den 2 maj 1971 i Denver, Colorado, USA, är en amerikansk före detta racerförare.

## Racingkarriär
Efter måttliga framgångar i Indy Lights bytte han till den nya Indy Racing League-serien till 1996, och i den enbart tre omgångar långa serien, slutade han på samma poäng som Scott Sharp och delade titeln. Han vann även det allra första racet i IRL på Walt Disney World Speedway utanför Orlando. Efter titeln nådde han inga större framgångar, och slutade fem år senare.

## IndyCar

### Segrar
| Nr | Bana    | År   |
| -- | ------- | ---- |
| 1  | Orlando | 1996 |